# Haveli

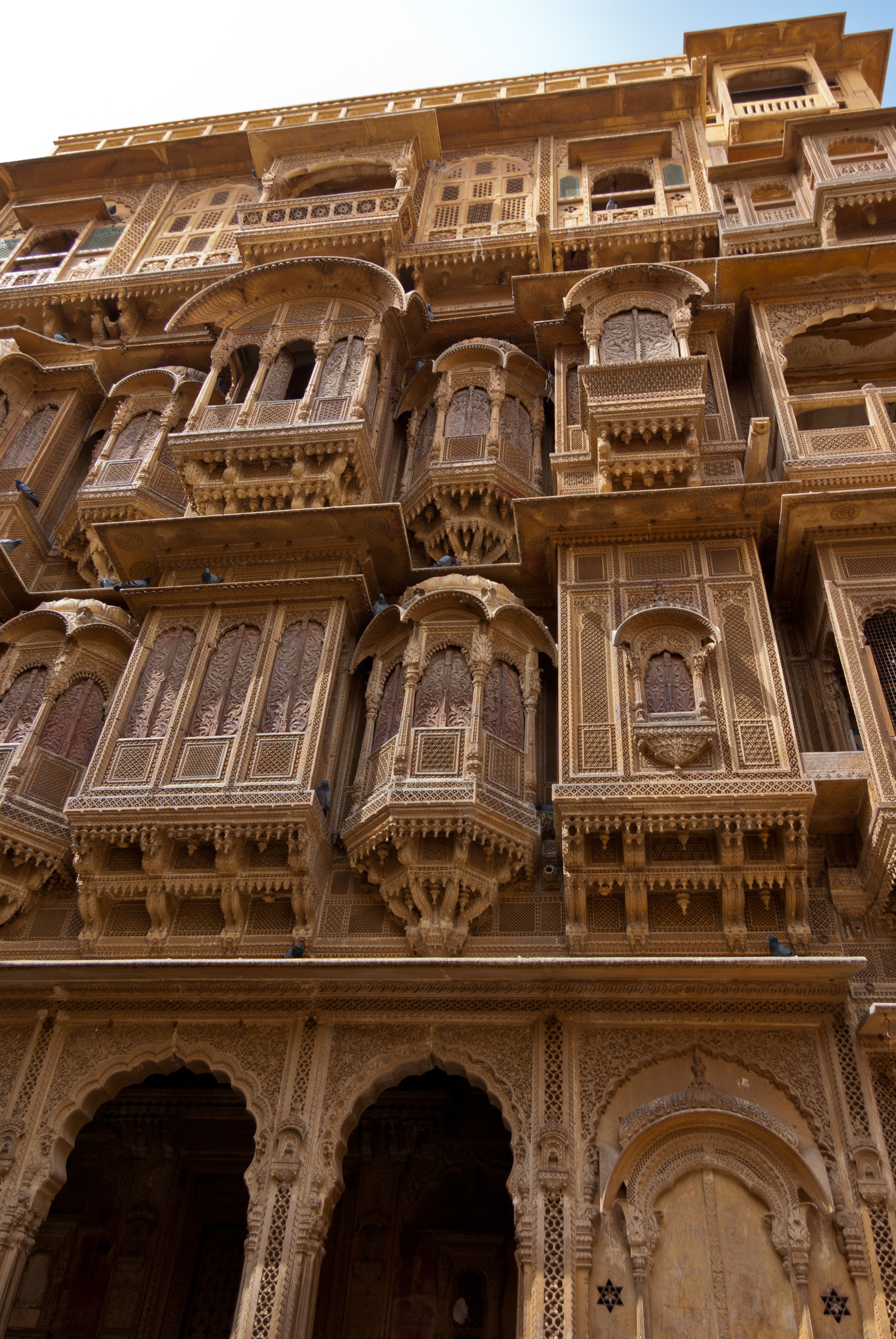
Haveli Patwon Ji ki, Jaisalmer, Rajastão, Índia.

Haveli é uma tradicional casa de cidade ou mansão na Índia, no Paquistão, no Nepal e em Bangladesh, geralmente, com importância  histórica e arquitetônica. A palavra haveli é derivada do árabe hawali, com o significado de "partição" ou "espaço privado" popularizado sob o Império Mogol e era desprovida de qualquer afiliação arquitetônica. Mais tarde, a palavra haveli veio a ser usado como termo genérico para vários estilos regionais de casas e templos encontrados na Índia, Paquistão, Nepal e Bangladesh.

## História

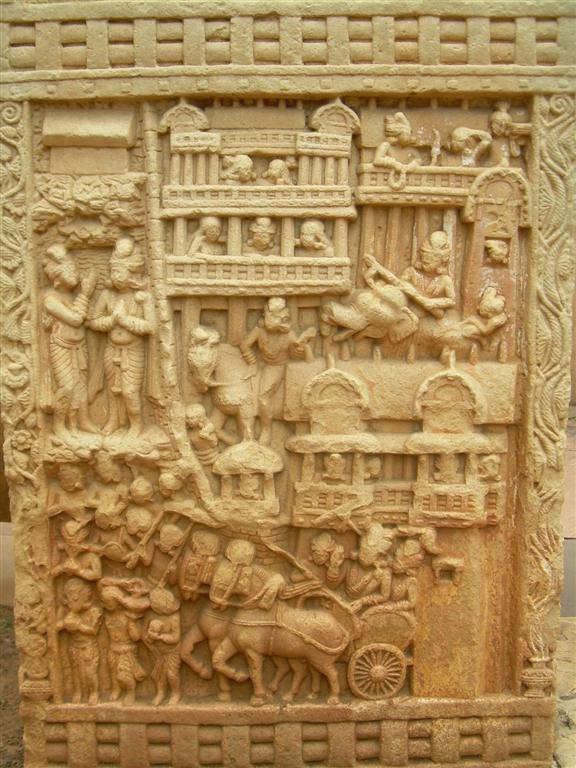
Estruturas com vários andares e varandas durante o Império Máuria, do século III AC.

Pátios são uma característica comum das casas no sul da Ásia, tanto em mansões quanto casas de fazenda. As tradicionais casas com pátio do sul da Ásia foram influenciadas pelos antigos princípios do Vastu Shastra , que afirmam que todos os espaços surgem a partir de um único ponto que é o centro da casa. 
A evidência arqueológica mais antiga de casas com pátios na região remonta a 3.300 AC.  Casas tradicionais na região são construídas em torno de um pátio, e todas as atividades da família girava, em torno deste chowk ou pátio. Além disso, o pátio serve como fonte de iluminação e ajuda a ventilar a casa nos climas quentes e secos da região. 
Durante o período medieval, o termo Haveli foi aplicada pela primeira vez em Rajputana pela seita Vaishnava para se referir aos seus templos em Gujarat, sob o Império Mogol e os reinos Rajputana. O termo genérico haveli , eventualmente, chegou a ser identificado com casas e mansões das castas de mercadores.

### Características

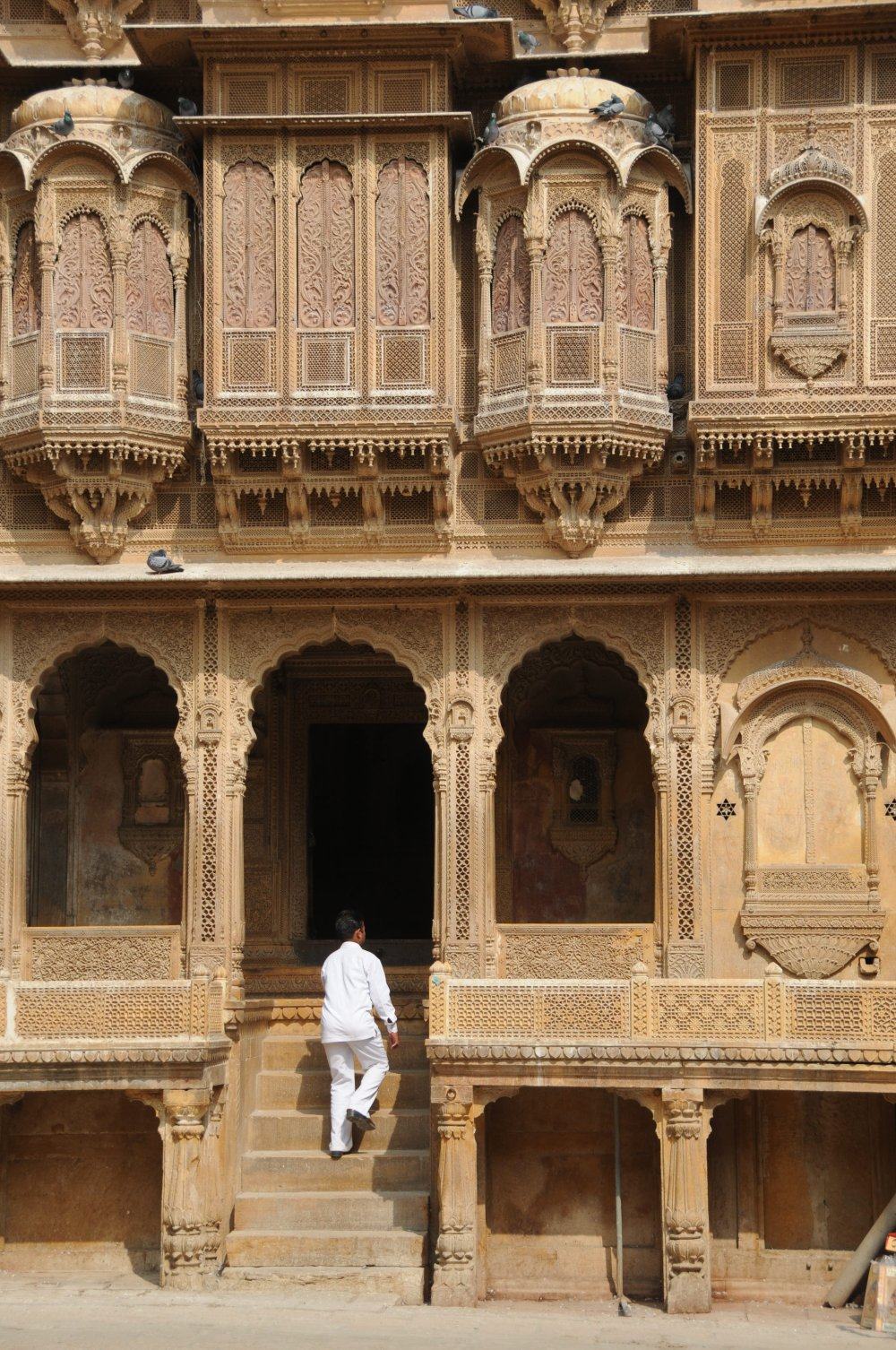
Haveli com janelas Jharokha.

- Aspectos socioculturais: O chowk ou pátio serve como centro de várias cerimônias e rituais. A planta sagrada tulsi é colocada aqui, e adorada diariamente para trazer prosperidade para a casa.
- Segurança e Privacidade: O chowk, em tempos antigos, as separava as áreas de homens e mulheres, e proporcionava-lhes privacidade.
- Clima: O espaço aberto na construção era uma resposta ao clima local. O movimento do ar causado por diferenças de temperatura é utilizado na ventilação natural do edifício.
- Atividades diferentes em tempos diferentes: O uso do pátio durante o dia era feito principalmente pelas mulheres em seus trabalhos domésticos, e para a interação com outras mulheres em um espaço aberto privado. Mansões de castas comerciantes tinham mais de um pátio.
- Articulação do espaço: Em havelis, um pátio tem várias funções, comumente usado para casamentos e ocasiões festivas.
- Materiais: tijolos, arenito, mármore, madeira, gesso e granito são materiais comumente usados. Aspectos decorativos são influenciados por várias tradições  culturais locais.

Todos esses elementos se juntam para formar um ambiente semi-aberto e dar o chowk um sentimento de segurança. A forma arquitetônica de havelis evoluiu em resposta ao clima, estilo de vida e disponibilidade de material. Em climas quentes, onde o resfriamento é uma necessidade, edifícios com pátios internos para circulação de ar e refrigeração foram considerados os mais adequados, e nas áreas chuvosa as casas foram construídas para serem mantido secas apesar do ar úmido. O chowk funciona como uma técnica perfeita de sombreamento, ao mesmo tempo em que a permitir que a luz alcance o interior das casas.
Muitas dos havelis da Índia e do Paquistão foram influenciados pela arquitetura do Rajastão. Eles geralmente contêm um pátio, muitas vezes, com uma fonte no centro. As antigas cidades de Agra, Lucknow e Delhi , na Índia e Lahore, Multan, Peshawar, Hyderabad, no Paquistão tem muitos exemplos de havelis. Havelis no Nepal foram construídas na arquitetura newari, casas em antigos mercados e bazares em Kathmandu, Kritipur, Bhakthapur e Patan são construídas neste estilo.

## Havelis notáveis da Índia
Na parte norte da Índia havelis para oKrishna são predominantes como enormea construções. O havelis são conhecidos por seus afrescos retratando imagens de deuses, deusas, animais, cenas da colonização britânica, e histórias de vida de Rama e Krishna. A música aqui era conhecido como Haveli Sangeet.

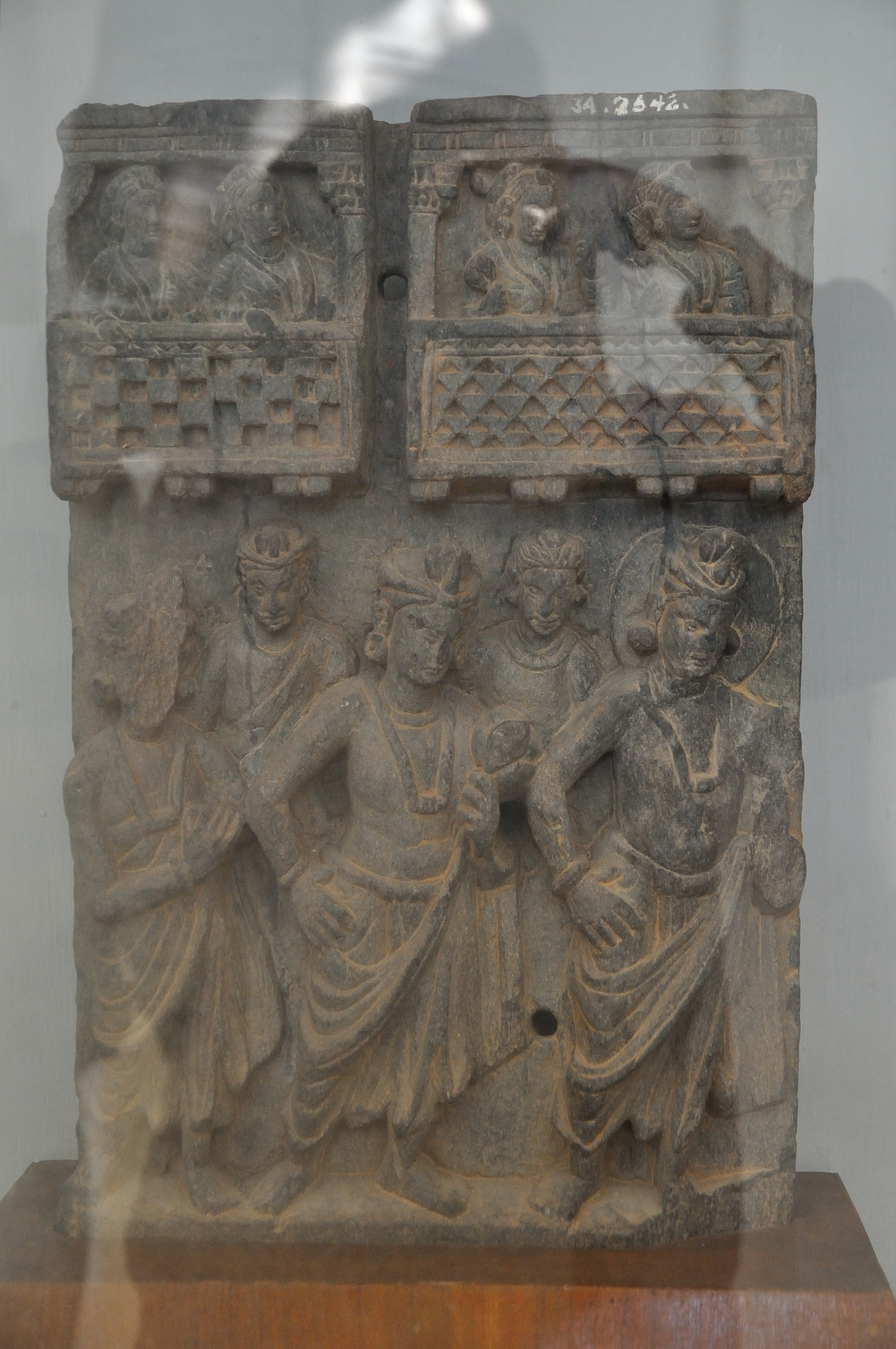
Relevo representando primeira forma de janelas windows, século I D.C.

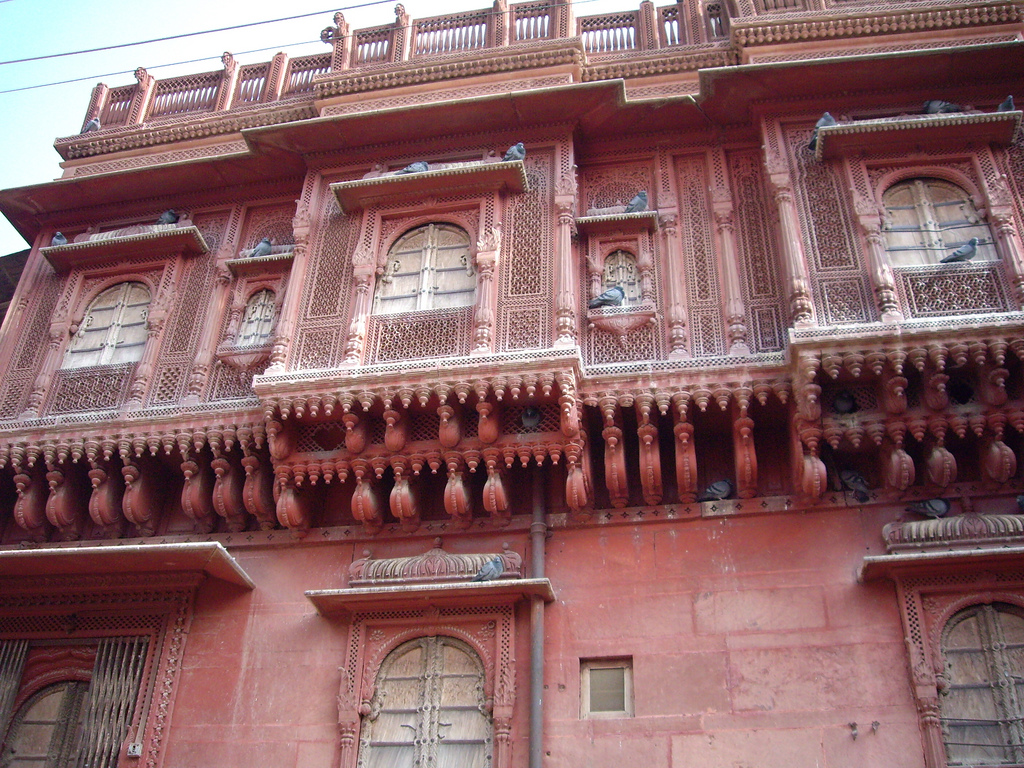
Um Haveli em Phalodi, Rajputana

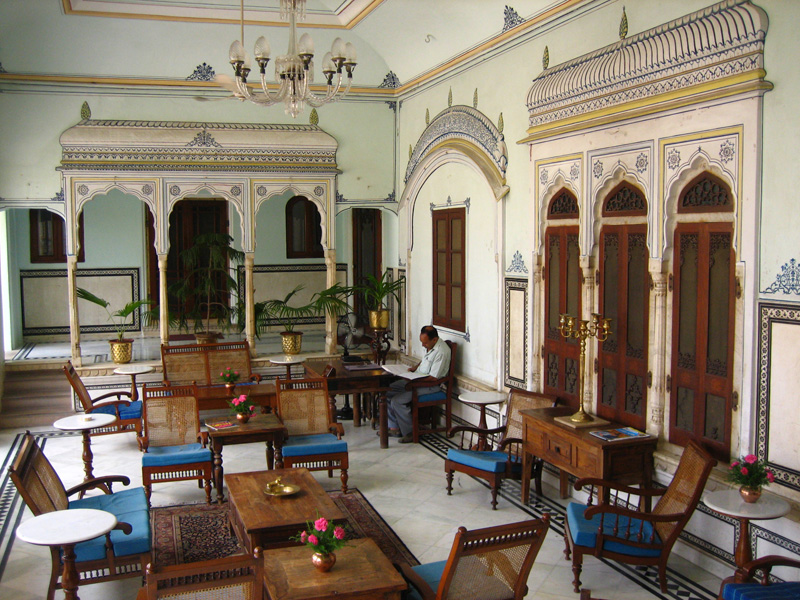
Salão no Haveli Samode, Jaipur, Rajputana

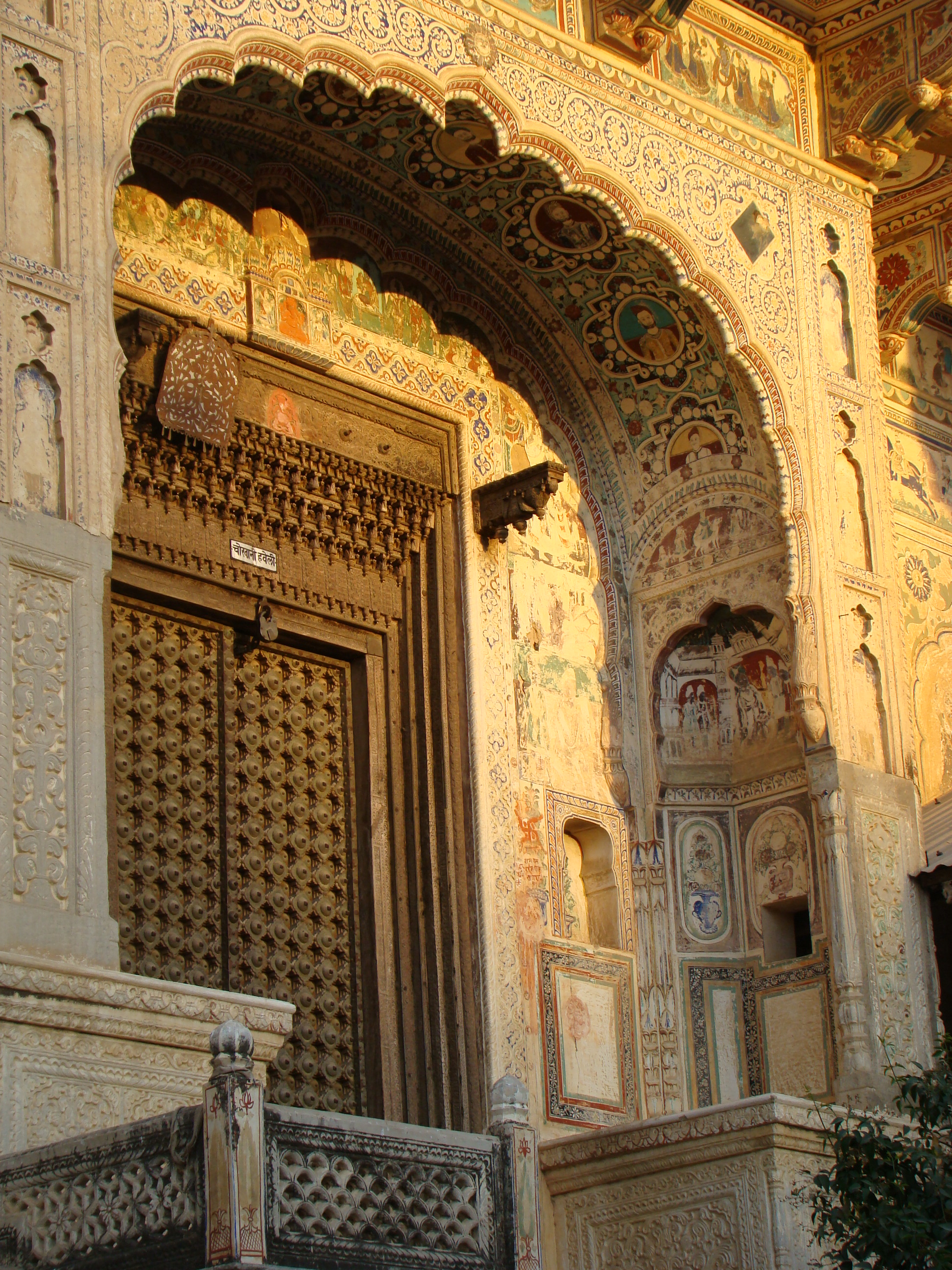
Haveli em Mandawa, Rajputana

Mais tarde, os estilos e afrescos dos templos foram imitados na construção de enormes mansões e, nessa altura, a palavra "haveli "é reconhecida como sinônimo de mansão. Entre 1830 e 1930, os Marwari ergueram edifícios desse tipo em sua terra natal, em Shekhawati e Marwar. Estes edifícios também foram chamados havelis. Os Marwaris eram mecenas e contratavam artistas para pintar os edifícios, que eram fortemente influenciados pela arquitetura de Mughal. Nangal Sirohi, no distrito de Mahendragarh, a 130 km de Deli, é conhecida por seus havelis e arquitetura dentro da NCR.
Os havelis eram símbolos de status para os Marwaris, assim como casas para suas famílias estendidas, proporcionando segurança e conforto no isolamento do mundo exterior. O havelis eram fechados de todos os lados com um grande portão principal.
Os típicos havelis em Shekhawati consistiam de dois pátios, um exterior para os homens, que serve como uma varanda estendida, e um interior, domínio das mulheres. Os maiores havelis poderiam ter até três ou quatro pátios e dois ou três andares de altura. A maioria dos havelis estão vazios hoje em dia, ou são mantidos por um síndico (normalmente um homem velho). Muitos outros foram convertidos em hotéis e atrações turísticas.
As cidades e aldeias de Shekhawati são famosas pelos afrescos nas paredes de seus grandiosos havelis, a ponto de se tornarem atrações turísticas populares.
Os havelis em e em torno do Forte de Jaisalmer (também conhecido como o Forte do Ouro), situado em Jaisalmer, Rajasthan, dos quais os três mais impressionante são Patwon Ki, Salim Singh Ki, e Nathmal-Ki. Estas foram casas de ricos mercadores da cidade. A esculturas gravadas em arenito com detalhes e, em seguida, cuidadosamente colocados juntos em diferentes padrões, cada um mais generoso do que o outro foram comissionadas para mostrar o status e riqueza do proprietário. Perto de Jaisalmer, geralmente, elas foram esculpidas em arenito amarelo. Eles são caracterizadas por murais, afrescos, jharokhas (varandas) e arcos.
O Haveli Patwon Ji ki é o mais importante e o maior haveli, sendo o primeira erguido em Jaisalmer. Não é um único haveli, mas uma combinação de 5 havelis. O primeiro deles é o mais popular, e também é conhecido como Haveli Patwa do Kothari. Ele foi encomendado e construído no ano de 1805 por Guman Chand Patwa, um rico comerciante de jóias e brocados, e é o maior e o mais ostensivo. Patwa era um homem rico e um renomado comerciante de seu tempo e ele encomendou a construção de andares separadas para cada um de seus 5 filhos. Estes foram concluídos num período de 50 anos. Todos as cinco casas foram construídas nos primeiros 60 anos do século XIX.
Patwon Ji Ki é renomado por seus murais ornados, jharokhas (varandas) com padrões intricados esculpidos em arenito amarelo, e arcos. Embora o edifício em si seja feito de arenito amarelo, a principal entrada é de pedra marrom. Outro notável haveli é Seth ji ri, agora conhecido como Shree Jagdish Mahal, um haveli de 250 anos de idade e um notável patrimônio em Udaipur.

## Havelis notáveis do Paquistão

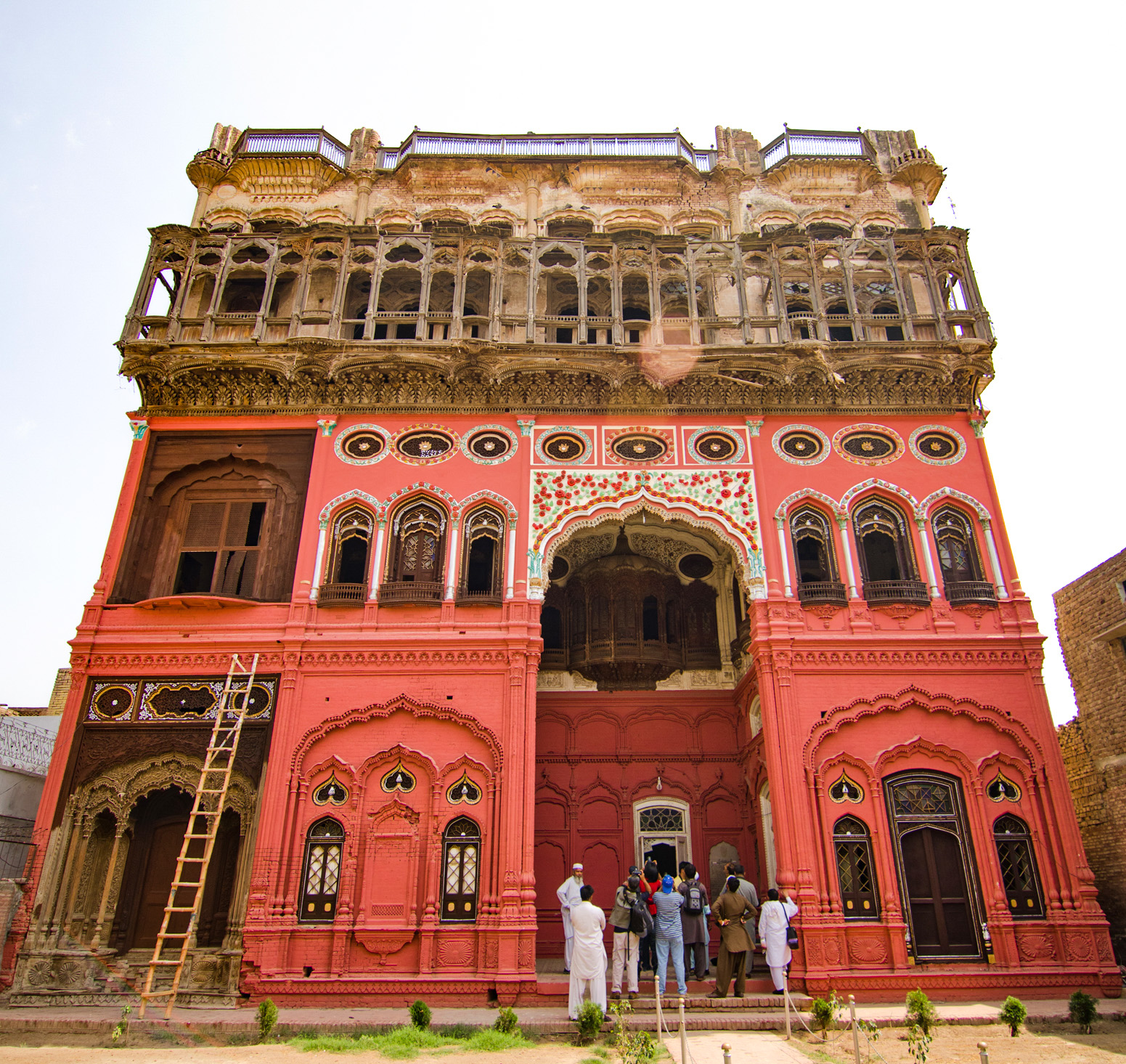
O Omar Hayat Mahal em Chiniot, Paquistão

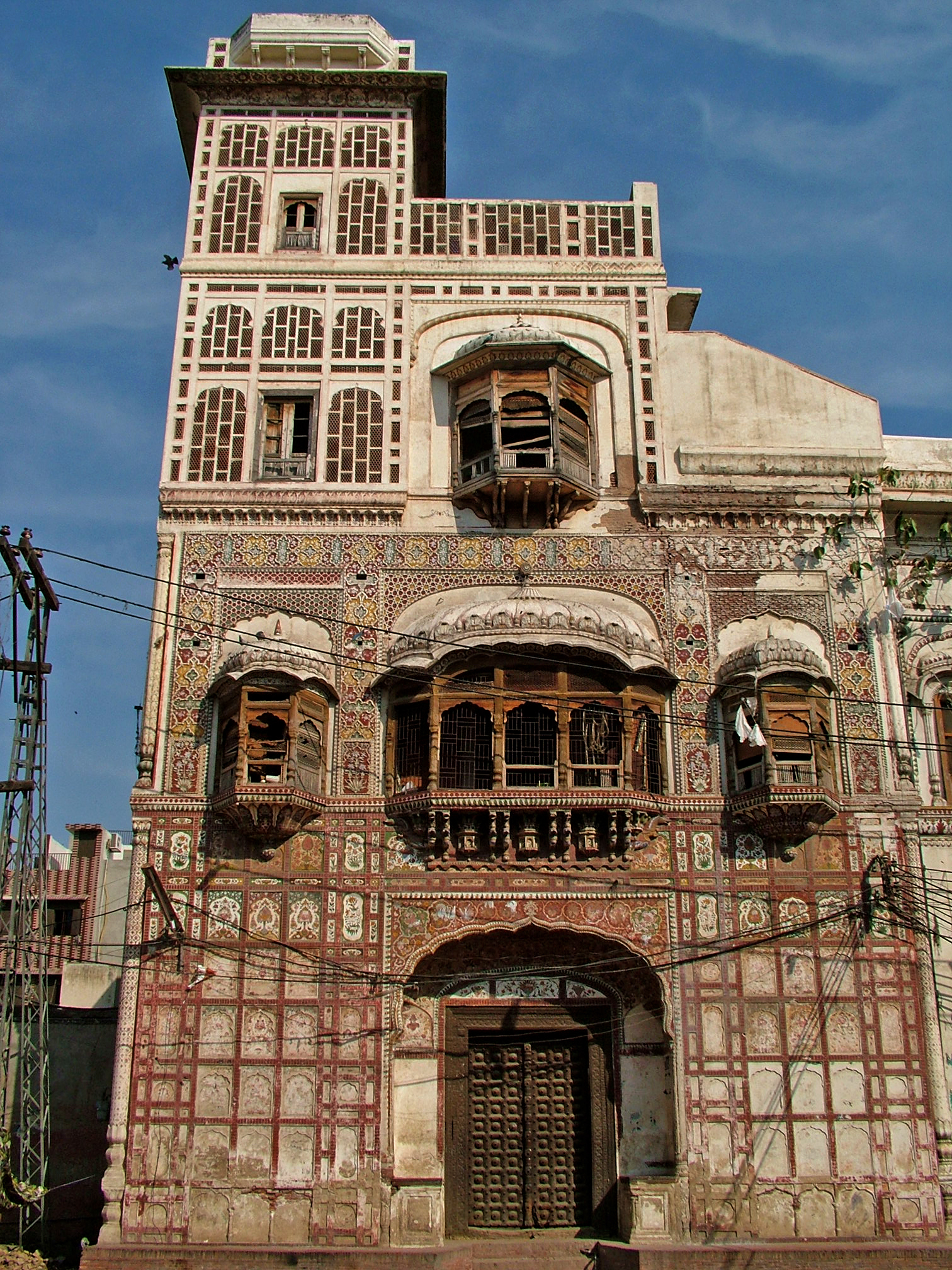
O Haveli de Nau Nihal Singh é o mais significativo da era Sikh em Lahore.

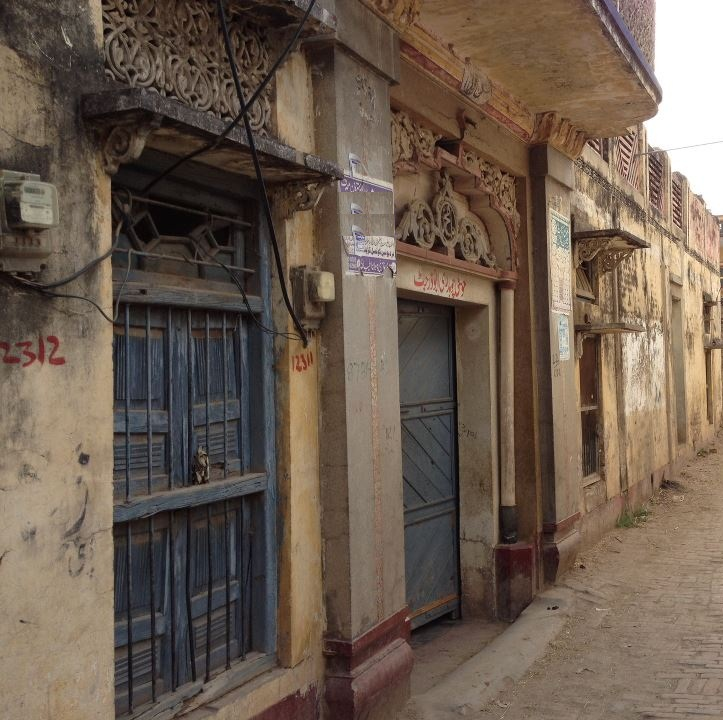
Haveli de Janjua, de Haji Abdul Haq Janjua em Malowal, Gujrat, Paquistão

Um número de havelis histórica e arquitetonicamente importantes sobrevivem no Paquistão, a maioria dos quais estão situados na província de Punjab. O mais significativo em Lahore, o haveli de Nau Nihal Singh, foi construído na era Sique em meados do século XIX, e é considerado um dos melhores exemplos de arquitetura Sikh  em Lahore, e é a único haveli da era Sikh que preserva seus ornamentação e arquitetura originais.